# Свети Хаџи-Георгије
Свети новомученик Хаџи-Георгије Филаделфијски је малоазијски светитељ Православне цркве чији се спомен обележава 2. (15.)октобра.

## Живот
Рођен је у Филаделфији (Мала Азија) син хришћанских родитеља, по занимању абаџија. Као млад је отишао у Каратјасоу у Илиоуполију, где је фржао абаџијску радњу. Турци су у то време тражили глобу од хришћана за сваки посао, а Ђорђе је одбио да плати. После претњи и застрашивања од стране Турака, Ђорђе је примио ислам. Убрзо се покајао и у том покајничком расположењу побегао на Свету Гору, где је остао неко време молећи за опрост. Када се вратио у град Каратјасоу, Турци су га одмах препознали и извели пред суд, оптужујући га да се у своје време одрекао Христа и примио њихову веру, а сада поново исповеда хришћанство. На суду је одбио да се одрекне хришћанске вере и храбно је исповедио: „Моја хришћанска вера је чисто злато, а ваша је тантуз. Изјављујем пред вама: Опет сам хришћанин, зовем се Георгије, и из љубави према Христу готов сам пролити крв своју. To je моја одлука, чуо си је. А сада чини са мном шта хоћеш. Ја се Христа мога одрећи нећу”.
Судија је покушао да на разне начине убеди Георгија да се предомисли. Али Георгије је остао одлучан и непоколебљив. Судија је наредио да га баце у тамницу, и тамо га муче на разне начине све док се не одрекне вере у Исуса Христа. Када све муке нису помогле судија је донео одлуку да се мученику одсече глава на губилишту. Изведен је на губилиште и обезглављен 2. октобра 1794. године.